# 합스부르크로트링겐가
합스부르크로트링겐가(Habsburg-Lothringen)는 마리아 테레지아와 프란츠 1세의 혼인으로 합스부르크 왕가와 로트링겐 공가가 결합하여 만들어진 가문이다. 합스부르크 왕가를 계승하였다.

## 신성로마황제
- 프란츠 1세 (1745년 - 1765년)
- 요제프 2세 (1765년 - 1790년)
- 레오폴트 2세 (1790년 - 1792년)
- 프란츠 2세 (1792년 - 1804년)

나폴레옹에 의해서 오스트리아 제국, 프로이센 왕국, 헤센 대공국을 제외한 모든 국가가 신성로마제국을 탈퇴하고 라인연방에 가맹하면서 신성로마제국은 붕괴되었다.

## 오스트리아의 군주

### 오스트리아의 대공
- 프란츠 1세 (1745년 - 1765년)
- 요제프 2세 (1765년 - 1790년)
- 레오폴트 2세 (1790년 - 1792년)
- 프란츠 2세 (1792년 - 1804년)

### 오스트리아의 황제
- 프란츠 2세 (1804년 - 1835년)
- 페르디난트 1세 (1835년 - 1848년)
- 프란츠 요제프 1세 (1848년 – 1916년)
- 카를 1세 (1916년 - 1918년)

## 멕시코의 황제
- 막시밀리안 1세 (1864년 – 1867년)

## 헝가리의 왕
- 요세프 2세 (1780년 – 1790년)
- 리포트 2세 (1790년 – 1792년)
- 페렌크 1세 (1792년 – 1835년)
- 페르디난드 5세 (1835년 – 1848년)
- 페렌크 요세프 1세 (1848년 – 1916년)
- 카로이 4세 (1916년 – 1918년)

## 보헤미아의 왕
- 요제프 2세 (1780년 – 1790년)
- 레오폴트 2세 (1790년 – 1792년)
- 프란츠 2세 (1792년 – 1835년)
- 페르디난드 5세 (1835년 – 1848년)
- 프란띠 요제프 1세 (1848년 – 1916년)
- 카를 1세 (1916년 – 1918년)

## 갈리치아 로도메리아의 왕
- 요제프 2세 (1785년 - 1790년)
- 레오폴트 2세 (1790년 - 1792년)
- 프란츠 2세 (1804년 - 1835년)
- 페르디난트 1세 (1835년 - 1848년)
- 프란츠 요제프 1세 (1848년 – 1916년)
- 카를 1세 (1916년 - 1918년)

## 이탈리아 중소 국가의 군주

### 토스카나의 대공
- 프란체스코 1세 (1735년 - 1765년)
- 레오폴도 2세 (1765년 - 1790년)
- 페르디난도 3세 (1814-1824)
- 레오폴도 2세 (1824-1849, 1849-1859)
- 페르디난도 4세 (1859)

### 파르마의 공작
- 마리아 루이사 (1814년 – 1847년)

## 합스부르크로트링겐 가문의 수장
- 카를 1세 (1919년 – 1922년)
- 오토 폰 합스부르크 (1922년 – 2006년)
- 카를 폰 합스부르크 (2007년 - 현재)

## 합스부르크로트링겐 왕가의 군주 배우자
- 마리 앙투아네트 (1774년 – 1793년) 루이 16세의 왕비.
- 마리 루이제 (1810년 - 1815년) 나폴레옹 1세의 황후.
- 마리아 레오폴디나 (1822년 - 1826년) 페드루 1세의 왕비.
- 마리아 크리스티나 (1879년 - 1885년) 알폰소 12세의 왕비.

## 같이 보기
- 합스부르크 왕가
- 오스트리아의 군주
- 보헤미아의 군주
- 헝가리의 군주